# 卡妮卡·卡普爾
卡妮卡·卡普爾（印度語：कनिका कपूर，1978年3月23日—），印度电影幕后歌手及流行歌手。她自幼希望成为歌手，但在1997年和印度商人Raj Chandok结婚后便在英国伦敦定居。2012年离婚后，卡普爾搬回印度孟买并成为了一个歌手。
2014年，她為宝莱坞電影《Ragini MMS 2》中為女星珊妮·里昂的代唱，其中的歌曲「Baby Doll」為她帶來了印度電影觀眾獎最佳女歌手奖。
2020年3月21日，卡普尔透過Instagram表示自己在3月9日伦敦回国后確診新型冠状病毒。此事引起社会舆论，批评她回国后未有自我在家隔离，反而出外參加派对。因为她的确诊，曾經和她出席同一个派对的印度政要均要检测，其中包括北方邦卫生部长Jai Pratap Singh。

## 外部連結
- 卡妮卡·卡普爾在互联网电影资料库（IMDb）上的資料（英文）
- 卡妮卡·卡普爾的Instagram帳戶